# Lillian Resler Harford
Lillian Resler Harford (nascida Resler; Mount Pleasant, 15 de maio de 1851 – Westerville, 1935) foi uma organizadora, editora de jornal e autora da igreja americana. Ela era uma trabalhadora ativa na Associação Missionária da Mulher de sua igreja, os Irmãos Unidos em Cristo, e deu palestras para a Sociedade Missionária das Mulheres. Em 1880, ela foi uma das duas delegadas enviadas pela Associação para a Conferência Missionária Mundial em Londres Ela se tornou a presidente mais antiga da Associação. Harford morreu em 1935.

## Primeiros anos e educação
Lillian A. Resler (apelidada "Lillie" ou "Lizzie") nasceu em Mount Pleasant, na Pensilvânia, em 15 de maio de 1851. Ela foi a primeira dos sete filhos nascidos do Rev. e Sra. Jacob B. Resler. Um irmão teve seu nome intitulado John IL Ressler. Rev. Resler (falecido em 1891) foi ministro da Igreja dos Irmãos Unidos em Cristo daquela cidade. Ele, com apenas um pequeno salário, mudou-se para Westerville, em Ohio, para dar a seus filhos uma bolsa da Universidade de Otterbein, assim que Keister estava pronta para ingressar, o que ocorreu em 1866. Ela se formou com a turma de 1872.

## Carreira

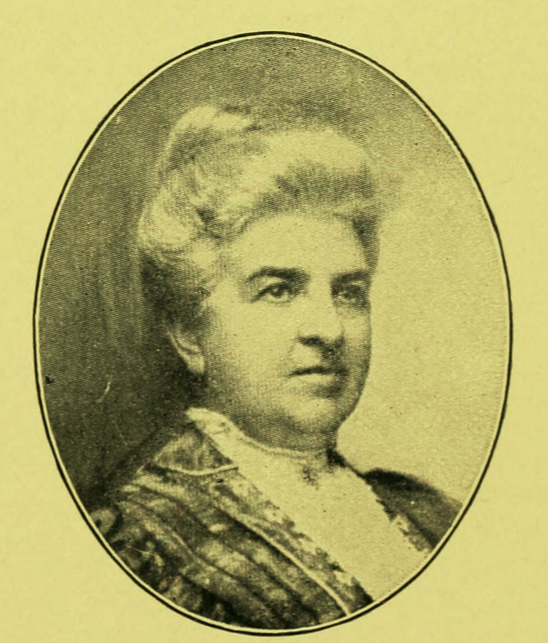
Retrato de Lillian em 1921

Depois de concluir seus estudos, ela se tornou professora para dar aulas em escola.
Em 19 de agosto de 1875, em Westerville, casou-se com o Rev. George Keister (n. 1847), professor de Hebraico e História da Igreja no Seminário Teológico Unido, em Dayton, Ohio, desde 1875. Eles não tinham filhos. A morte prematura de seu marido em agosto de 1880, abriu o caminho para sua utilidade mais ampla no trabalho da igreja. A igreja de sua escolha, os Irmãos Unidos em Cristo, organizou a Associação Missionária da Mulher em 1875, da qual ela foi secretária correspondente pelo primeiro ano. O trabalho da sociedade cresceu e, em 1881, convocou a tempo integral de uma mulher como secretária correspondente e para criar e gerenciar seu órgão, o Woman's Evangel. Keister era a mulher disponível e bem qualificada para o cargo de responsabilidade. Ela foi eleita por unanimidade, ocupando o cargo em 1875–1876 e 1881–1893. Além do trabalho no jornal, muito do seu tempo era gasto fazendo discursos públicos.
Keister viajava muito. Um ano, ela viajou em trabalho de associação mais de 12,000 mi (19,000 km) nos Estados Unidos. Por duas vezes, ela fazia pequenas viagens ao exterior, primeiro em 1884, quando a doença de sua irmã que estudava na Alemanha a chamou para lá, e novamente em 1888, quando ela foi uma das duas delegadas enviadas pela Associação Missionária da Mulher à Conferência Missionária Mundial em Londres.

## Últimos anos de vida

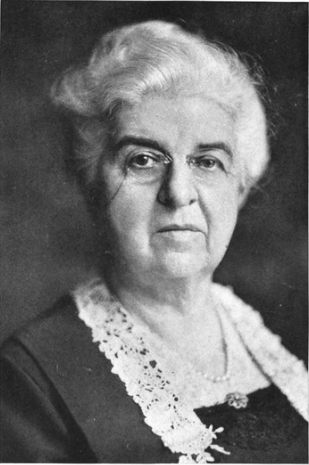
Lillian em 1921

Em 14 de junho de 1893, casou-se com William P. Harford (1834–1910).
Keister trabalhou como presidente do Omaha Woman's Club, Omaha, Nebraska. Entre 1905 e 1927, foi presidente da Women's Missionary Association. De 1927 até sua morte, ela exerceu a função de presidente honorária da Associação. Em 1921, com Alice Estella Bell, ela publicou History of the Women's Missionary Association of the United Brethren in Christ.

## Morte e legado
Lillian R. Keister morreu em 1935. Ela foi enterrada no Cemitério de Otterbein, Westerville, Ohio, nos EUA.
A dedicação e alteração da Primeira Igreja dos Irmãos Unidos de Omaha, em Nebraska, nas Ruas Dezenove e Lothrop, ocorreu em 5 de dezembro de 1909, sendo o novo nome "A Igreja dos Irmãos Unidos Lillian Resler Harford Memorial de Omaha". A Escola Harford para Meninas em Moyamba, Serra Leoa é nomeada em sua homenagem.

## Obra publicada
- History of the Women's Missionary Association of the United Brethren in Christ, 1921 (em inglês)